# جيران (فلم)
جيران (بالإنجليزية: Giran (film)) هو فيلم وثائقي تم إنتاجه في مصر وصدر في سنة 2009.

## روابط خارجية
- مقالات تستعمل روابط فنية بلا صلة مع ويكي بيانات